# Federico Tinoco Granados
José Federico Alberto de Jesús Tinoco Granados (San José, 21 novembre 1868 – Parigi, 7 settembre 1931) è stato un politico e generale costaricano, dittatore della Costa Rica dal 1917 al 1919.

## Biografia
Nacque nel 1868. Il 5 giugno 1898, sposò María de las Mercedes Elodia Fernández Le Cappellain; la coppia non ebbe figli.
Dopo una carriera nell'esercito, fu nominato Ministro della Guerra nel governo del presidente Alfredo González Flores; il 27 gennaio 1917, Federico Tinoco e il fratello José Joaquín compirono un colpo di stato e stabilirono una dittatura militare fortemente repressiva, tentando di annullare qualsiasi forma di opposizione politica. Nonostante il governo di Tinoco fosse sostenuto dai ceti sociali più alti, in virtù dell'eliminazione delle misure di austerità prima introdotte da González Flores e della dichiarazione di guerra all'Impero tedesco del maggio 1918 nell'ambito del primo conflitto mondiale, il regime non fu mai ufficialmente riconosciuto dagli Stati Uniti, dove il presidente Woodrow Wilson si schierò dalla parte del deposto presidente González.
Il malcontento della popolazione per il governo di Tinoco, emerso a partire dal giugno 1919, culminò con l'uccisione del fratello José Joaquín ad inizio agosto dello stesso anno. Il 13 agosto, Federico Tinoco si dimise dalla carica di capo di Stato (Juan Bautista Quirós Segura prese il suo posto) e andò in esilio in Europa, dove morì nel 1931, a Parigi.
Poiché la legittimità del governo di Tinoco era dibattuta a livello internazionale, la Costa Rica non prese parte al Trattato di Versailles e non avanzò mai una richiesta unilaterale di fine delle ostilità tra essa stessa e la Germania; lo stato di guerra tra i due Paesi, dunque, cessò formalmente soltanto al termine del secondo conflitto mondiale, dopo l'inclusione di essi nell'accordo con cui si concluse la conferenza di Potsdam, nell'agosto 1945. Nel frattempo, nel dicembre 1941, la Costa Rica aveva rinnovato la propria dichiarazione di guerra contro la Germania.